# سولفوریل کلرید فلوئورید
سولفوریل کلرید فلوئورید (به انگلیسی: Sulfuryl chloride fluoride) با فرمول شیمیایی ClFO۲S یک ترکیب شیمیایی با شناسه پاب‌کم ۲۶۱۵۹ است. که جرم مولی آن 118.52 g/mol می‌باشد. شکل ظاهری این ترکیب، گاز بی‌رنگ است.